# ROYAL ASCOT
ROYAL ASCOT（ロイヤルアスコット）は1991年にセガ（後のセガ・インタラクティブ）が開発したメダルゲーム。

## 概要
ロイヤルアスコットは競馬をモデルにしたメダルゲームで、セガメカトロ研究開発部によって開発された。中央に競馬場を模したトラックフィールドがあり、正面にはメガロ50から流用の大型プロジェクションモニタ、トラックフィールドの周りをコの字(5+5+2)に取り囲むようにプレイヤーサテライトが設置されており、その両サイドとメインモニタ上部より頭上へ各サテライトでの大当たり時の演出とフィールドを照らす行灯を設置。最大12人までのプレイが可能。
頭数は6頭で左回りのレースのみである。フィールド、フィールドを走らせるキャリア、サテライトの基本機構は大まかな化粧部材を除いてはWORLD DERBYから受け継がれており、モニタ右に払出口があり内蔵ホッパーからはエレベータでメダルが排出される。単勝・連勝複式の投票ボタンを各サテライトに設置。ロケーションによってはフィールドへの悪戯防止の為、透明のドームカバーが設置される。ペイアウト率は出荷時設定では92%であり、最高98%から最低78%までの16段階で設定できる。